# 1861
1861 (số La Mã: MDCCCLXI) là một năm thường bắt đầu vào thứ Ba trong lịch Gregory.
Bản mẫu:Tháng trong năm 1861

## Sự kiện

### Tháng 1
- 9 tháng 1: Mississippi tuyên bố ly khai Hoa Kỳ
- 10 tháng 1: Florida tuyên bố ly khai Hoa Kỳ
- 11 tháng 1: Alabama tuyên bố ly khai Hoa Kỳ
- 19 tháng 1: Geogia tuyên bố ly khai Hoa Kỳ

### Tháng 2
- 24 tháng 2: Mở đầu trận đại đồn Chí Hòa
- 25 tháng 2: Kết thúc trận đại đồn Chí Hòa. Pháp chiếm đồn Chí Hòa

### Tháng 3
- 17 tháng 3: Thành lập vương quốc Ý

### Tháng 4
- 12 tháng 4:
  - Thực dân Pháp đánh chiếm Định Tường.
  - Nội chiến Hoa Kỳ chính thức bùng nổ. Quân đội miền nam khai hỏa.

### Tháng 5
- 13 tháng 5: Anh tuyên bố trung lập với cuộc nội chiến Hoa Kỳ

### Tháng 11
- 2 tháng 11: Từ Hy thái hậu phát động thân Tây chính biến.
- 11 tháng 11: Ái Tân Giác La Tái Thuần kế vị hoàng đế niên hiệu Đồng Trị.

### Tháng 12
- 10 tháng 12: Trận Nhật Tảo
- 24 tháng 12: Romania tuyên bố độc lập

## Sinh
- 15 tháng 2: Charles Édouard Guillaume, nhà vật lý người Thụy Sĩ (m. 1938)
- 7 tháng 5: Rabindranath Tagore, Nhà văn Ấn Độ (m. 1941)

## Mất
- Phạm Thế Hiển, võ quan đời nhà Nguyễn, tử trận khi Pháp công phá đại đồn Chí Hòa.